# Global area network
Een global area network (GAN, vertaald uit het Engels is dat mondiaal netwerk) is een computernetwerk dat meerdere Wide Area Networks (WAN's) en draadloze WAN's (WWAN's) met elkaar verbindt. Dat kan bijvoorbeeld een verknoping zijn van meerdere netwerken van een internationale onderneming. Veelal worden bij een GAN-overdracht satellieten ingezet.
Voorbeelden van een GAN zijn het internet en het GSM-netwerk.